# Japan Soccer League 1987/88
Die Japan Soccer League 1987/88 war die 23. Spielzeit der japanischen Japan Soccer League. An ihr nahmen 28 Vereine teil. Meister wurden die Yamaha Motors.

## Ergebnisse

### Division 1
| Pl. | Verein                      | Sp. | S  | U  | N  | Tore    | Diff. | Punkte |
| --- | --------------------------- | --- | -- | -- | -- | ------- | ----- | ------ |
| 1.  | Yamaha Motors               | 22  | 12 | 10 | 0  | 027:100 | +17   | 34     |
| 2.  | Nippon Kokan                | 22  | 13 | 4  | 5  | 025:130 | +12   | 30     |
| 3.  | Mitsubishi Heavy Industries | 22  | 12 | 5  | 5  | 027:150 | +12   | 29     |
| 4.  | Nissan Motors               | 22  | 10 | 5  | 7  | 027:200 | +7    | 25     |
| 5.  | Yomiuri                     | 22  | 8  | 8  | 6  | 023:170 | +6    | 24     |
| 6.  | Yanmar Diesel               | 22  | 7  | 10 | 5  | 022:190 | +3    | 24     |
| 7.  | Furukawa Electric           | 22  | 6  | 9  | 7  | 017:160 | +1    | 21     |
| 8.  | Honda Motors                | 22  | 6  | 8  | 8  | 019:220 | −3    | 20     |
| 9.  | Fujita Industries           | 22  | 6  | 6  | 10 | 016:200 | −4    | 18     |
| 10. | Sumitomo Metals             | 22  | 5  | 5  | 12 | 017:320 | −15   | 15     |
| 11. | Mazda                       | 22  | 2  | 9  | 11 | 008:180 | −10   | 13     |
| 12. | Toyota Motors               | 22  | 3  | 5  | 14 | 010:360 | −26   | 11     |

### Division 2

#### Erste Halbserie

##### Osten
| Pl. | Verein               | Sp. | S | U | N  | Tore    | Diff. | Punkte |
| --- | -------------------- | --- | - | - | -- | ------- | ----- | ------ |
| 1.  | Toshiba              | 14  | 8 | 4 | 2  | 020:500 | +15   | 20     |
| 2.  | All Nippon Airways   | 14  | 7 | 6 | 1  | 026:130 | +13   | 20     |
| 3.  | Hitachi              | 14  | 6 | 6 | 2  | 022:900 | +13   | 18     |
| 4.  | NTT Kanto            | 14  | 5 | 7 | 2  | 020:120 | +8    | 17     |
| 5.  | Fujitsu              | 14  | 5 | 4 | 5  | 017:130 | +4    | 14     |
| 6.  | Toho Titanium        | 14  | 3 | 4 | 7  | 011:250 | −14   | 10     |
| 7.  | Seino Transportation | 14  | 3 | 1 | 10 | 007:250 | −18   | 07     |
| 8.  | Kofu SC              | 14  | 1 | 4 | 9  | 008:290 | −21   | 06     |

##### Westen
| Pl. | Verein                | Sp. | S  | U | N  | Tore    | Diff. | Punkte |
| --- | --------------------- | --- | -- | - | -- | ------- | ----- | ------ |
| 1.  | Matsushita Electric   | 14  | 11 | 3 | 0  | 051:700 | +44   | 25     |
| 2.  | Tanabe Pharmaceutical | 14  | 8  | 3 | 3  | 027:130 | +14   | 19     |
| 3.  | Cosmo Oil             | 14  | 7  | 4 | 3  | 024:150 | +9    | 18     |
| 4.  | Kawasaki Steel        | 14  | 6  | 2 | 6  | 021:190 | +2    | 14     |
| 5.  | Osaka Gas             | 14  | 6  | 2 | 6  | 015:250 | −10   | 14     |
| 6.  | Nippon Steel          | 14  | 4  | 3 | 7  | 015:280 | −13   | 11     |
| 7.  | NTT Kansai            | 14  | 3  | 0 | 11 | 011:340 | −23   | 06     |
| 8.  | Mazda Auto Hiroshima  | 14  | 2  | 1 | 11 | 008:310 | −23   | 05     |

#### Zweite Halbserie

##### Meisterschafts-Play-offs
| Pl. | Verein                | Sp. | S  | U | N  | Tore    | Diff. | Punkte |
| --- | --------------------- | --- | -- | - | -- | ------- | ----- | ------ |
| 1.  | All Nippon Airways    | 14  | 11 | 2 | 1  | 026:600 | +20   | 24     |
| 2.  | Matsushita Electric   | 14  | 9  | 2 | 3  | 024:800 | +16   | 20     |
| 3.  | Toshiba               | 14  | 8  | 2 | 4  | 015:800 | +7    | 18     |
| 4.  | Hitachi               | 14  | 6  | 3 | 5  | 011:120 | −1    | 15     |
| 5.  | NTT Kanto             | 14  | 4  | 6 | 4  | 008:900 | −1    | 14     |
| 6.  | Tanabe Pharmaceutical | 14  | 2  | 7 | 5  | 011:160 | −5    | 11     |
| 7.  | Cosmo Oil             | 14  | 2  | 1 | 11 | 007:210 | −14   | 05     |
| 8.  | Kawasaki Steel        | 14  | 1  | 3 | 10 | 008:300 | −22   | 05     |

##### Abstiegs-Play-offs

###### Osten
| Pl. | Verein               | Sp. | S | U | N  | Tore    | Diff. | Punkte |
| --- | -------------------- | --- | - | - | -- | ------- | ----- | ------ |
| 1.  | Fujitsu              | 20  | 9 | 4 | 7  | 025:170 | +8    | 22     |
| 2.  | Toho Titanium        | 20  | 5 | 4 | 11 | 017:330 | −16   | 14     |
| 3.  | Kofu SC              | 20  | 4 | 5 | 11 | 015:340 | −19   | 13     |
| 4.  | Seino Transportation | 20  | 5 | 2 | 13 | 013:350 | −22   | 12     |

###### Westen
| Pl. | Verein               | Sp. | S | U | N  | Tore    | Diff. | Punkte |
| --- | -------------------- | --- | - | - | -- | ------- | ----- | ------ |
| 1.  | Nippon Steel         | 20  | 8 | 3 | 9  | 023:330 | −10   | 19     |
| 2.  | Osaka Gas            | 20  | 7 | 5 | 8  | 020:300 | −10   | 19     |
| 3.  | NTT Kansai           | 20  | 5 | 1 | 14 | 019:430 | −24   | 11     |
| 4.  | Mazda Auto Hiroshima | 20  | 4 | 3 | 13 | 016:400 | −24   | 11     |

###### Spiel um Platz 9–16
| Pl.   |                      | Ergebnis        |                      |
| ----- | -------------------- | --------------- | -------------------- |
| 9/10  | Fujitsu              | 1:2             | Nippon Steel         |
| 11/12 | Toho Titanium        | 2:0             | Osaka Gas            |
| 13/14 | Kofu SC              | 0:0 (4:1 i. E.) | NTT Kansai           |
| 15/16 | Seino Transportation | 5:0             | Mazda Auto Hiroshima |

## Preise

### Torschützenkönige
- Toshio Matsuura (11 Tore) (Nippon Kokan)

### Rookie des Jahres
- Kenji Komata (Yamaha Motors)

### Best XI
- Shin’ichi Morishita (Yamaha Motors)
- Hisashi Katō (Yomiuri)
- Oscar (Nissan Motors)
- Yoshinori Ishigami (Yamaha Motors)
- Tōru Sano (Nissan Motors)
- André (Yamaha Motors)
- Takashi Mizunuma (Nissan Motors)
- Hiroshi Nagatomi (Mitsubishi Heavy Industries)
- Toshio Matsuura (Nippon Kokan)
- Adílson (Yamaha Motors)
- Jônas (Yanmar Diesel)